# داماد ابراهیم پاشا

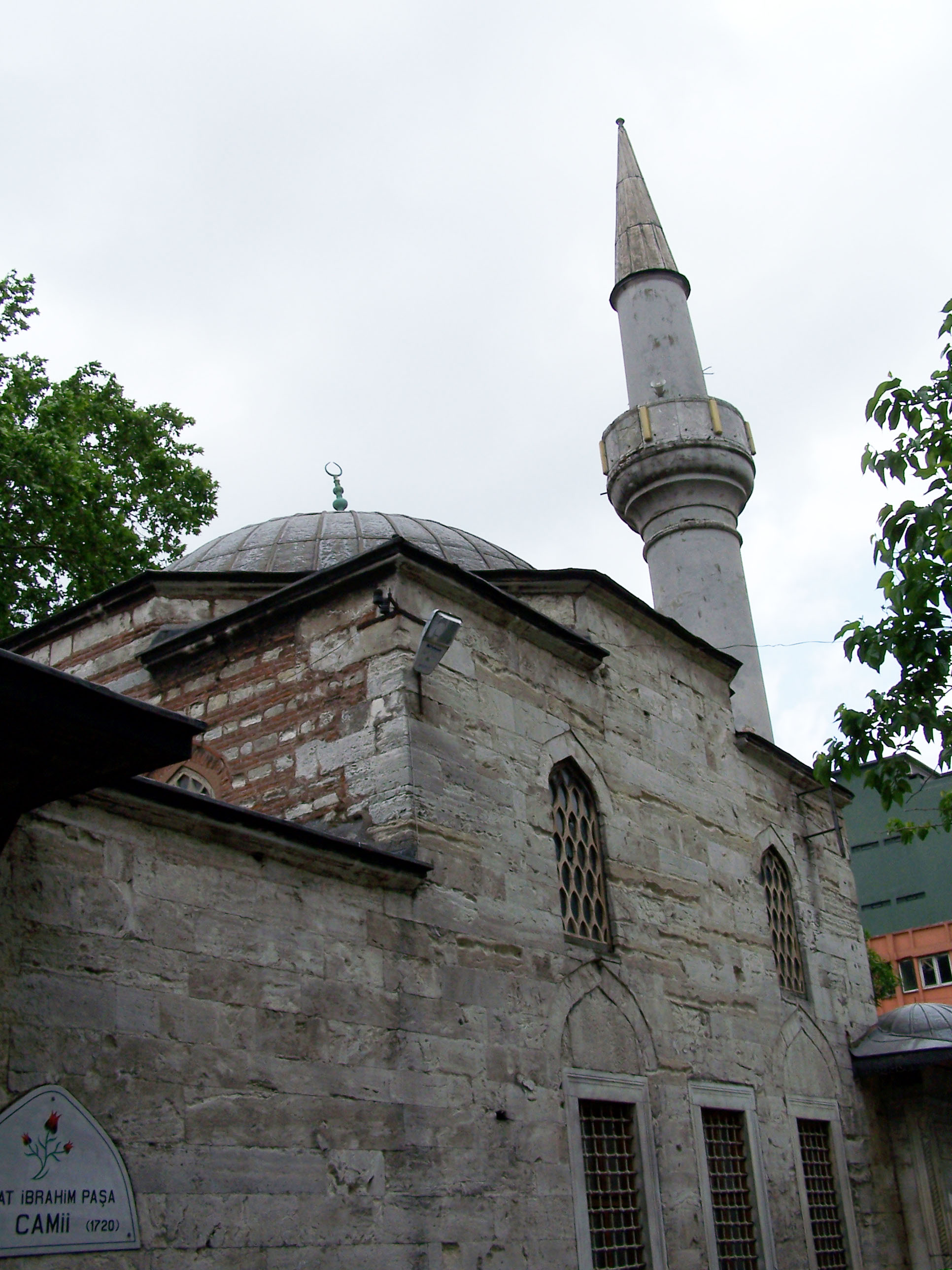
مسجد داماد ابراهیم پاشا در منطقه فاتح استانبول.

داماد ابراهیم پاشا (متولد ۱۵۱۷ - درگذشت ۱۶۰۱ میلادی) از وزیران مشهور امپراتوری عثمانی در زمان مراد سوم و پسر او محمد سوم بود. او، همسر عایشه سلطان و داماد صفیه سلطان بود.
وی صدراعظم‌ِ محمد سوم و معروف به فاتح قانیژه بود. اصالاتا از اهالی بوسنی، یکی از ایالات یوگسلاوی بود. ابراهیم پاشا که ۳ بار در دورهٔ محمد سوم به مقام صدارت منصوب شد، جمعاً ۵ سال وزارت کرد، وی با قدرت عالی فرماندهی نظامی و کاردانی در امور کشوری در میان صدراعظم‌های امپراتوری عثمانی جایگاه ویژه‌ای به خود اختصاص داده‌است.